# 靳勒
靳勒（1966年—2021年），男，甘肃秦安人，中国雕塑家，西北师范大学美术学院副教授，石节子美术馆馆长，本科毕业于西安美术学院，研究生毕业于中央美术学院雕塑系。

## 生平
靳勒是石节子村考出的第一位大学生，1991年本科毕业于西安美术学院，1992年进入西北师范大学美术学院工作，2000年研究生毕业于中央美术学院雕塑系。2003年，创作兰州市西关什字的地标性雕塑——《热冬果》。2008年，被石节子村民选为荣誉村长并创办中国当代艺术中第一个村庄美术馆——石节子美术馆，2010年举办石节子电影节。2019年，讲述石节子美术馆历程的“谁的梦——石节子十年文献展”在北京白盒子艺术馆开展。2021年1月11日，于兰州去世，享年56岁。

## 观点
靳勒认为艺术可以改变乡村并助力脱贫。

## 评价
- 《丝绸之路》杂志社社长、总编冯玉雷：“靳勒先生在自己出生的地方——像许许多多古朴小村一样平凡的石节子村进行艺术实践，坚持数年，取得不凡业绩。对于生活本身，艺术家很难改变。毕竟，在石节子村，在许许多多的黄土高原中的小山村，雨水比艺术重要。但是，靳勒先生像西西弗斯那样的奋斗精神，他的思想、行为及大地艺术作品将镌刻在人们的记忆中。靳勒先生以毕生奋斗的行动表明：不管你是谁，只要你经历着无奈、痛苦、绝望、愤怒，就与我有关，与艺术有关！这是多么深沉的爱啊！”
- 诗人、书法家何双玄：“知道他，是见到他的雕塑作品《蜈蚣人》和他的装置作品《鼠人》时被震撼到了！没想到他后来的艺术实践是如此执着和先锋。致敬他，是因为他的探索引发思绪的波纹：艺术何为？如今，斯人已去，神还在！”